# KITSAT-3
KITSAT-3は大韓民国の人工衛星。韓国名は「ウリビョル3号（우리별 3호）」で、「私たちの星」の意味。1999年5月26日、インドのシュリーハリコータ発射場からPSLVによって相乗り衛星として打ち上げられた。
開発はKAISTの人工衛星研究センターが行った。3軸姿勢制御、共通バス構造、展開式太陽電池パネル、高速データ転送、大容量データ記録装置などの実証実験が目的である。重量110kgの小型衛星で、地表分解能15m、観測幅51.8kmのMEIS（電子走査式マルチスペクトル地球イメージングシステム）および宇宙環境科学実験（SENCE）機器を搭載する。